# إريدادي موكوانغا
إريدادي موكوانغا (بالإنجليزية: Eridadi Mukwanga)‏ (12 يوليو 1943 – 1998) هو ملاكم أوغندي راحل، مثّل بلاده في الألعاب الأولمبية الصيفية 1968 وحقق الميدالية الفضية في فئة وزن البانتام.

## روابط خارجية
إريدادي موكوانغا على موقع بوكس ريك (الإنجليزية) (registration required)
- إريدادي موكوانغا على موقع أوليمبيديا (الإنجليزية)